# Liste der Biografien/Jew
Liste der Biografien |
Portal Biografien |
Personensuche
# |
A |
B |
C |
D |
E |
F |
G |
H |
I |
J |
K |
L |
M |
N |
O |
P |
Q |
R |
S |
T |
U |
V |
W |
X |
Y |
Z |
?
 
Ja |
Jb |
Jd |
Je |
Jh |
Ji |
Jj |
Jl |
Jn |
Jm |
Jo |
Jp |
Jr |
Js |
Jt |
Ju |
Jv |
Jw |
Jy
 
Jea |
Jeb |
Jec |
Jed |
Jee |
Jef |
Jeg |
Jeh |
Jei |
Jej |
Jek |
Jel |
Jem |
Jen |
Jeo |
Jep |
Jeq |
Jer |
Jes |
Jet |
Jeu |
Jev |
Jew |
Jex |
Jey |
Jez
Die Liste der Biografien führt alle Personen auf, die in der deutschsprachigen Wikipedia einen Artikel haben. Dieses ist eine Teilliste mit 100 Einträgen von Personen, deren Namen mit den Buchstaben „Jew“ beginnt.

## Jew

### Jewa
- Jewarowski, Adolf (1909–1942), deutscher Fechter

### Jewd
- Jewdokimow, Andrei Wladimirowitsch (* 1999), russischer Fußballspieler
- Jewdokimow, Grigori Jeremejewitsch (1884–1936), sowjetischer Politiker
- Jewdokimow, Iwan Wassiljewitsch (1887–1941), sowjetischer Schriftsteller
- Jewdokimow, Jegor Wiktorowitsch (* 1982), russischer Handballspieler
- Jewdokimow, Michail Sergejewitsch (1957–2005), sowjetischer Schauspieler und Gouverneur der russischen Region Altai
- Jewdokimow, Nikolai Iwanowitsch (1804–1873), russischer General
- Jewdokimow, Nikolai Nikolajewitsch (1868–1941), sowjetischer Astronom
- Jewdokimow, Witali Alexandrowitsch (* 1980), russischer Eishockeytorwart
- Jewdokimowa, Natalja Witaljewna (* 1978), russische Mittelstreckenläuferin ukrainischer Herkunft
- Jewdokymow, Walerij (* 1969), ukrainischer Generalmajor und Leiter des ukrainischen Auslandsgeheimdienstes

### Jewe
- Jewel (* 1974), US-amerikanische SängerinJewel (* 1974)

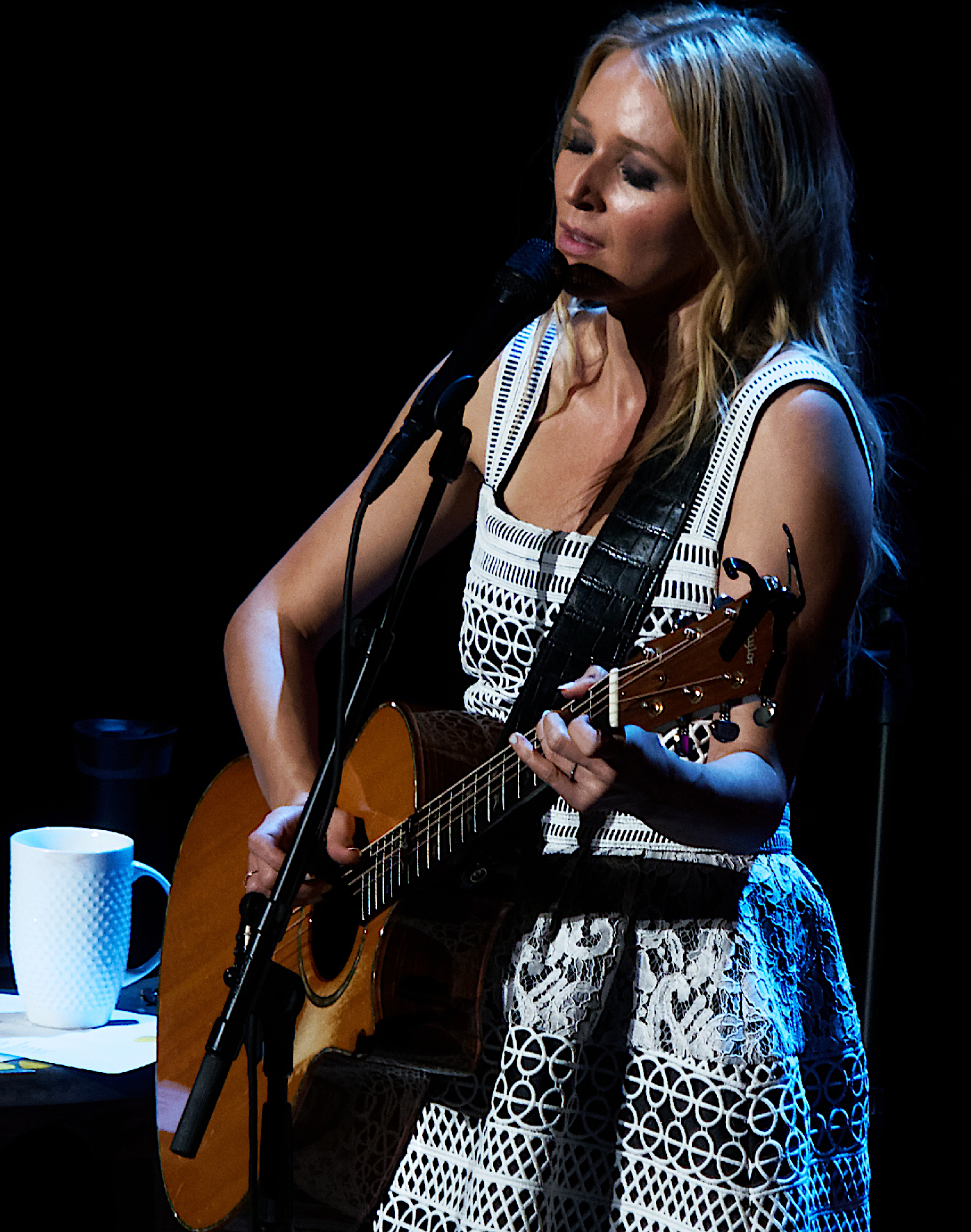
Jewel (* 1974)

- Jewel, Ahmed Mohamed (* 1983), bangladeschischer Schwimmer
- Jewel, John (1522–1571), englischer Bischof von Salisbury
- Jewell, Archie (1888–1917), Mitglied der Besatzung der Titanic
- Jewell, Eilen (* 1979), US-amerikanische Songwriterin und Country- und Roots Rock-Musikerin
- Jewell, Isabel (1907–1972), US-amerikanische Schauspielerin
- Jewell, Jennyfer (* 1984), neuseeländische Schauspielerin
- Jewell, Jimmy (1898–1952), dänischer Fußballtrainer und -schiedsrichter
- Jewell, Linda (1953–2019), US-amerikanische Diplomatin, Botschafterin in Ecuador
- Jewell, Lisa (* 1968), britische AutorinLisa Jewell (* 1968)

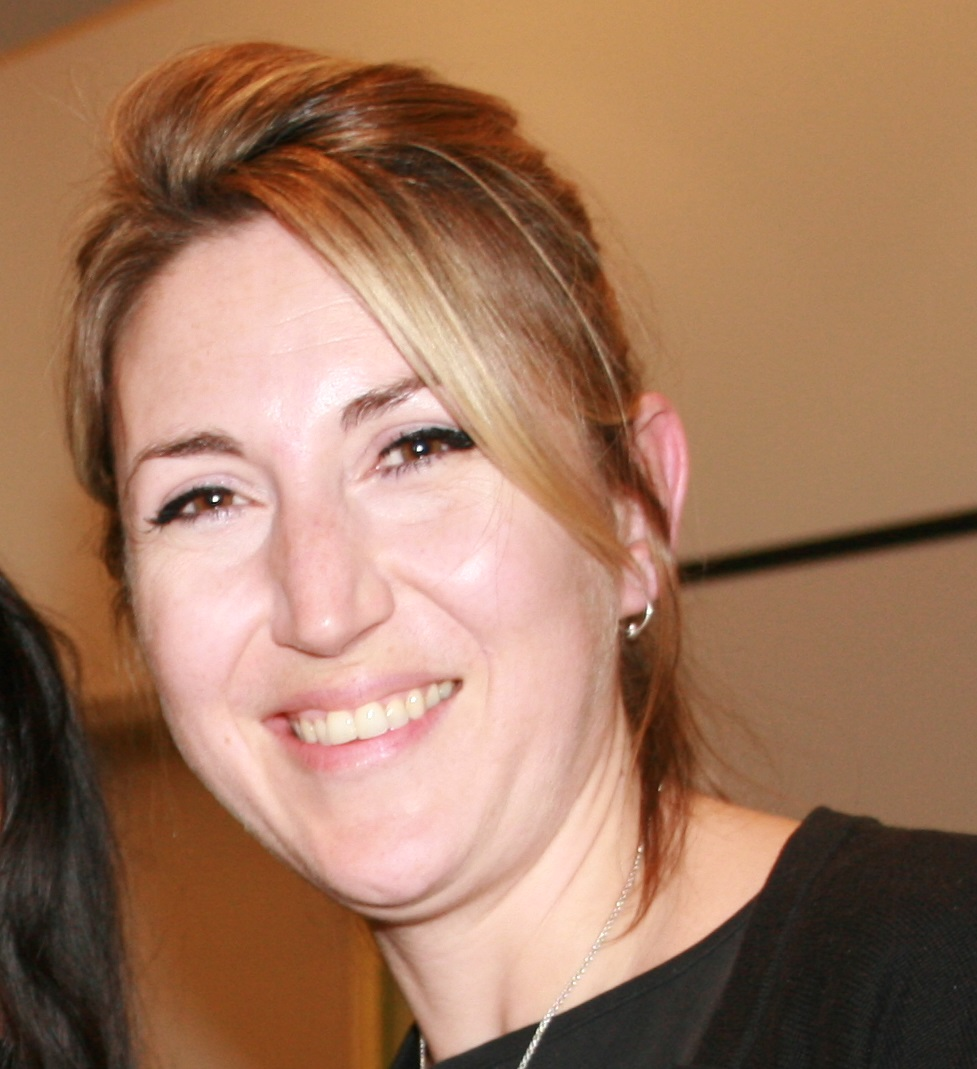
Lisa Jewell (* 1968)

- Jewell, Lynne (* 1959), US-amerikanische Seglerin
- Jewell, Marshall (1825–1883), US-amerikanischer Politiker
- Jewell, Paul (* 1964), englischer Fußballspieler und -trainer
- Jewell, Richard (1962–2007), US-amerikanischer Wachmann
- Jewell, Sally (* 1956), US-amerikanische Unternehmerin, Innenministerin der Vereinigten Staaten
- Jewell, Tyler (* 1977), US-amerikanischer Snowboarder
- Jewell, Wanda (* 1954), US-amerikanische Sportschützin
- Jewelowski, Julius (1874–1951), jüdischer Unternehmer und liberaler Politiker in Danzig
- Jewett, Charles Coffin (1816–1868), US-amerikanischer Bibliothekar
- Jewett, Charles W. (1913–2000), US-amerikanischer Politiker
- Jewett, Daniel T. (1807–1906), US-amerikanischer Politiker (Republikanische Partei)
- Jewett, Elisha P. (1801–1894), US-amerikanischer Politiker, Bankier und Treasurer von Vermont
- Jewett, Frank B. (1879–1949), US-amerikanischer Physiker und erster Präsident der Bell Labs
- Jewett, Frank Fanning (1844–1926), US-amerikanischer Chemiker
- Jewett, Freeborn G. (1791–1858), US-amerikanischer Jurist und Politiker
- Jewett, Gordon (* 1978), kanadischer Skilangläufer
- Jewett, Hugh J. (1817–1898), US-amerikanischer Politiker
- Jewett, Joshua (1815–1861), amerikanischer Politiker
- Jewett, Luther (1772–1860), US-amerikanischer Politiker
- Jewett, Robert I. (1937–2022), US-amerikanischer Mathematiker
- Jewett, Sarah Orne (1849–1909), US-amerikanische Schriftstellerin
- Jewett, Tamara (* 1990), kanadische Triathletin
- Jewett, William Smith (1821–1873), amerikanischer Maler

### Jewg
- Jewgenjew, Alexander Anatoljewitsch (* 1961), russischer Sprinter
- Jewgenjew, Roman Alexejewitsch (* 1999), russischer Fußballspieler
- Jewgenow, Nikolai Iwanowitsch (1888–1964), russisch-sowjetischer Marine-Offizier, Hydrograph, Ozeanologe, Polarforscher und Hochschullehrer

### Jewi
- Jewinski, Richard (1887–1984), deutscher Offizier, zuletzt Konteradmiral (W) der Kriegsmarine
- Jewison, Norman (1926–2024), kanadischer Filmregisseur und FilmproduzentNorman Jewison (1926–2024)

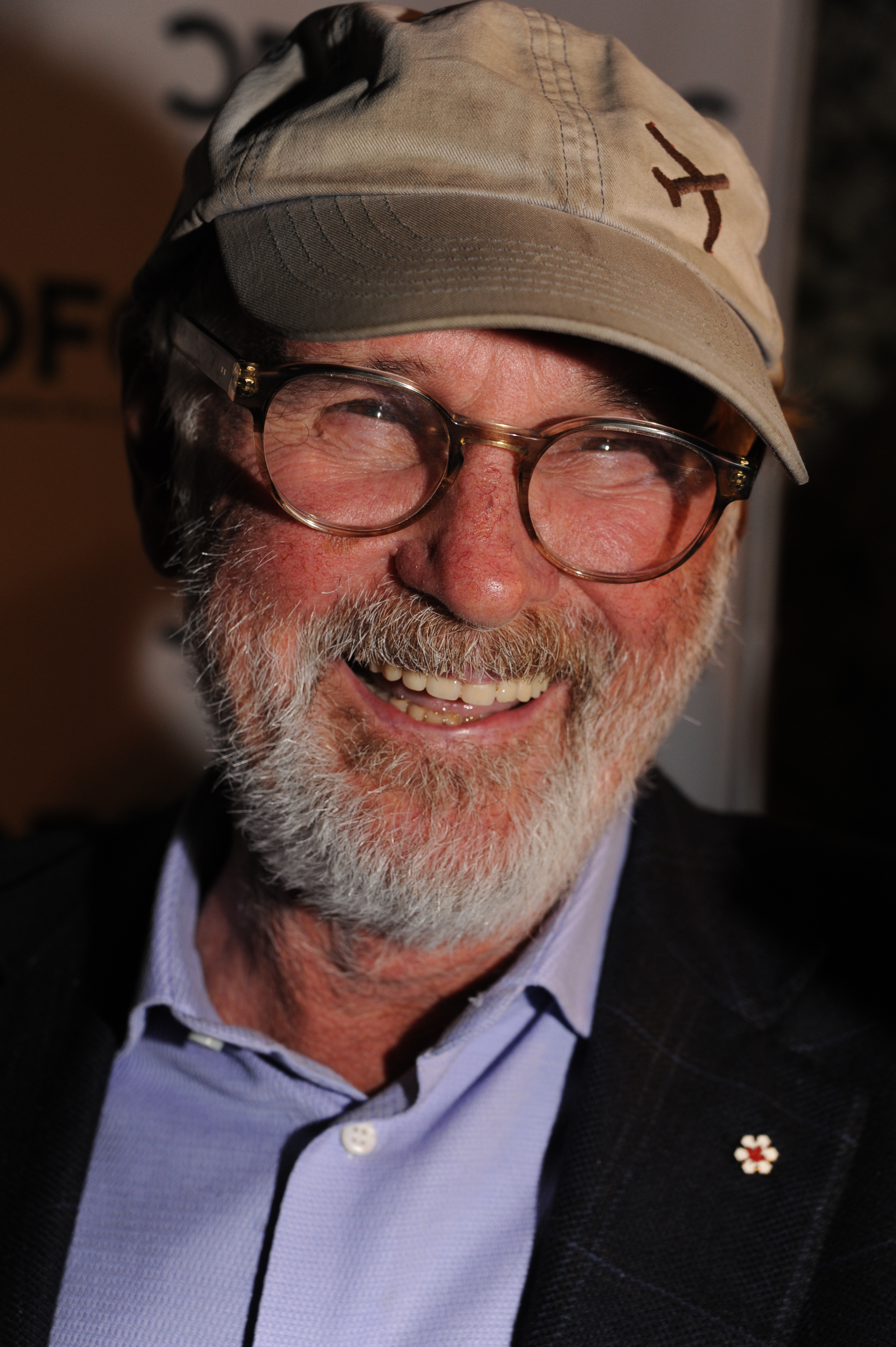
Norman Jewison (1926–2024)

- Jewitt, David C. (* 1958), britischer Astronom
- Jewitt, John R. (1783–1821), Waffenschmied und Schriftsteller

### Jewk
- Jewkowa, Olga Wladimirowna (* 1965), sowjetisch-russische Basketballspielerin
- Jewkurow, Junus-bek Bamatgirejewitsch (* 1963), russisch-inguschischer Politiker

### Jewl
- Jewlachow, Orest Alexandrowitsch (1912–1973), russischer Komponist
- Jewlanow, Michail Michailowitsch (* 1976), russischer Schauspieler
- Jewlaschew, Alexei Petrowitsch (1706–1760), russischer Architekt des elisabethanischen Barocks
- Jewlojew, Magomed Jachjajewitsch (1971–2008), russisch-inguschetischer Journalist
- Jewlojew, Mussa Gilanijewitsch (* 1993), russischer Ringer

### Jewm
- Jewmenow, Nikolai Anatoljewitsch (* 1962), russischer Admiral und Kommandeur der NordflotteNikolai Anatoljewitsch Jewmenow (* 1962)

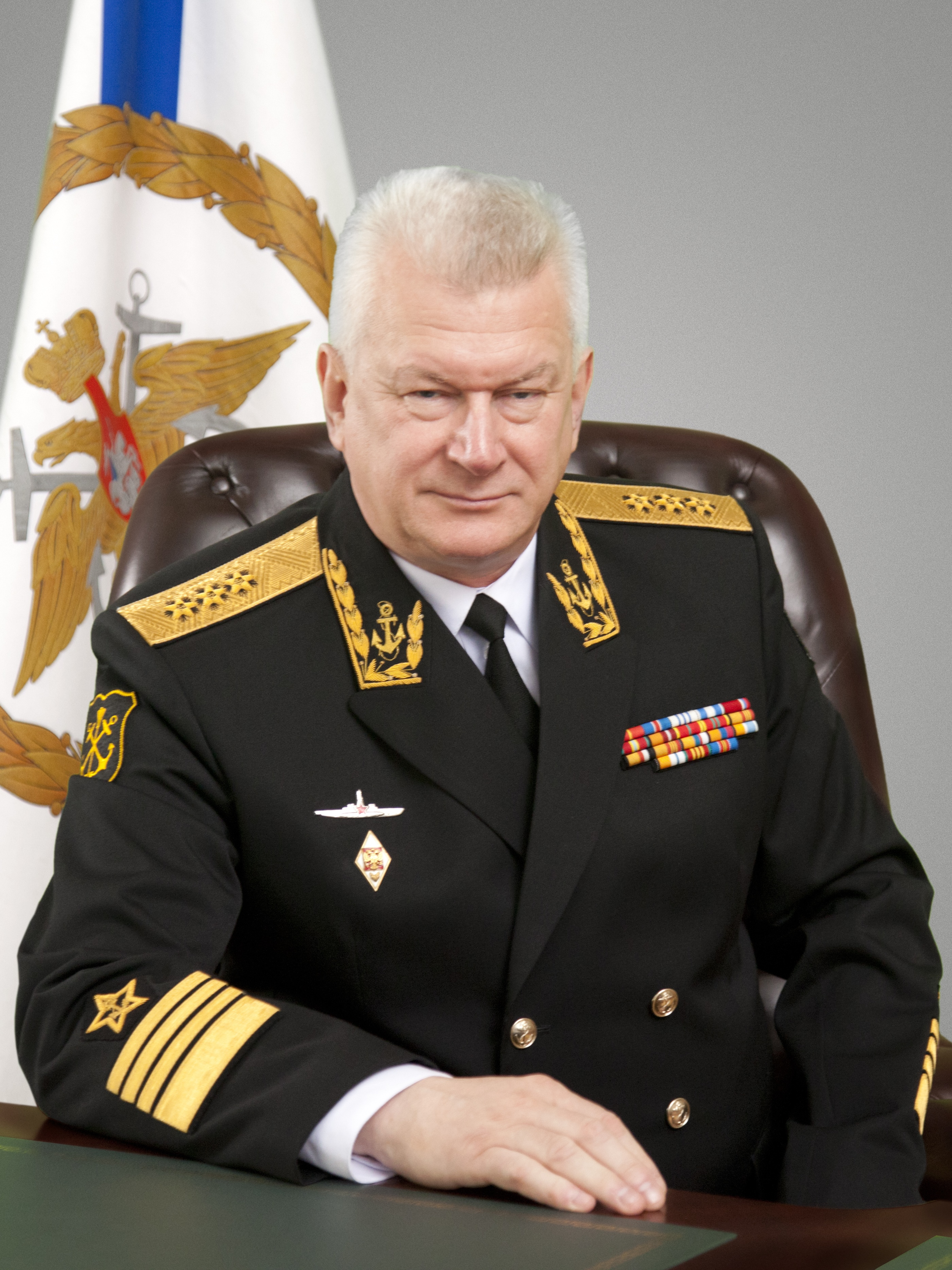
Nikolai Anatoljewitsch Jewmenow (* 1962)

### Jewn
- Jewna von Polozk, Tochter des Fürsten Iwan von Polozk und Ehefrau von Gediminas, Großfürst von Litauen

### Jewo
- Jeworrek, Torsten (* 1961), deutscher Mathematiker, ehemaliges Vorstandsmitglied der Münchener Rück

### Jewp
- Jewpati Kolowrat (1200–1238), russischer Krieger
- Jewplowa, Tamara Wassiljewna (* 1937), sowjetische Florettfechterin

### Jewr
- Jewreinow, Iwan Michailowitsch (1694–1724), russischer Geodät, Kartograf und Forschungsreisender
- Jewreinowa, Anna Michailowna (1844–1919), russische Juristin, Publizistin und Feministin
- Jewrjuschichin, Gennadi Jegorowitsch (1944–1998), russischer Fußballspieler

### Jews
- Jewsbury, Geraldine (1812–1880), britische Schriftstellerin, Zeitungsmacherin und Dichterin
- Jewsbury, Jack (* 1981), US-amerikanischer Fußballspieler
- Jewsbury, Maria Jane (1800–1833), britische Schriftstellerin und Dichterin
- Jewsejenkow, Alexander Anatoljewitsch (* 1985), russischer Eishockeyspieler
- Jewsejew, Alexei Witaljewitsch (* 1994), russischer Fußballspieler
- Jewsejew, Denis (* 1993), kasachischer Tennisspieler
- Jewsejew, Denis Sergejewitsch (* 1973), russischer Schachmeister
- Jewsejew, Sergei Wassiljewitsch (1894–1956), russischer Pianist und Komponist
- Jewsejew, Wladimir Alexandrowitsch (1939–2012), sowjetischer Ruderer
- Jewsejewa, Inna (* 1964), ukrainische Mittelstreckenläuferin
- Jewsejewa, Jekaterina (* 1988), kasachische Hochspringerin
- Jewserichin, Emmanuil Nojewitsch (1911–1984), sowjetischer Fotograf
- Jewsjukow, Andrei Alexandrowitsch (* 1986), russischer Bogenbiathlet
- Jewsjukow, Jewgeni Afanassjewitsch (* 1950), sowjetischer Geher
- Jewsjukow, Wiktor (* 1956), kasachischer Speerwerfer
- Jewson, Dorothy (1884–1964), englisch-britische Gewerkschafterin, Politikerin und Mitglied des House of Commons (Labour)
- Jewstafjew, Michail Alexandrowitsch (* 1963), russischer Maler, Fotograf und Schriftsteller
- Jewstignejew, Jewgeni Alexandrowitsch (1926–1992), russischer Schauspieler
- Jewstignejew, Kirill Alexejewitsch (1917–1996), sowjetischer Jagdflieger und Held der Sowjetunion
- Jewstignejew, Witali (* 1985), kasachischer Fußballspieler
- Jewstjuchina, Nadeschda Alexandrowna (* 1988), russische Gewichtheberin

### Jewt
- Jewtejewa, Nina Alexandrowna (* 1982), russische Shorttrackerin
- Jewtifejew, Pjotr Artemjewitsch (1874–1920), russischer Schachspieler
- Jewtjuchin, Georgi Witaljewitsch (* 1970), russischer Eishockeyspieler
- Jewtjuchowa, Lidija Alexejewna (1903–1974), sowjetische Prähistorikerin
- Jewtjukow, Wladimir Anatoljewitsch (* 1983), russischer Bogenbiathlet
- Jewtraw, Charles (1900–1996), US-amerikanischer Eisschnellläufer
- Jewtuch, Rafał (* 1973), polnischer Snookerspieler
- Jewtuchowitsch, Waleri Jewgenjewitsch (* 1954), russischer Offizier
- Jewtuschenko, Alexander Alexandrowitsch (* 1993), russischer Radsportler
- Jewtuschenko, Jewgeni Alexandrowitsch (1932–2017), sowjetischer bzw. russischer Dichter und SchriftstellerJewgeni Alexandrowitsch Jewtuschenko (1932–2017)

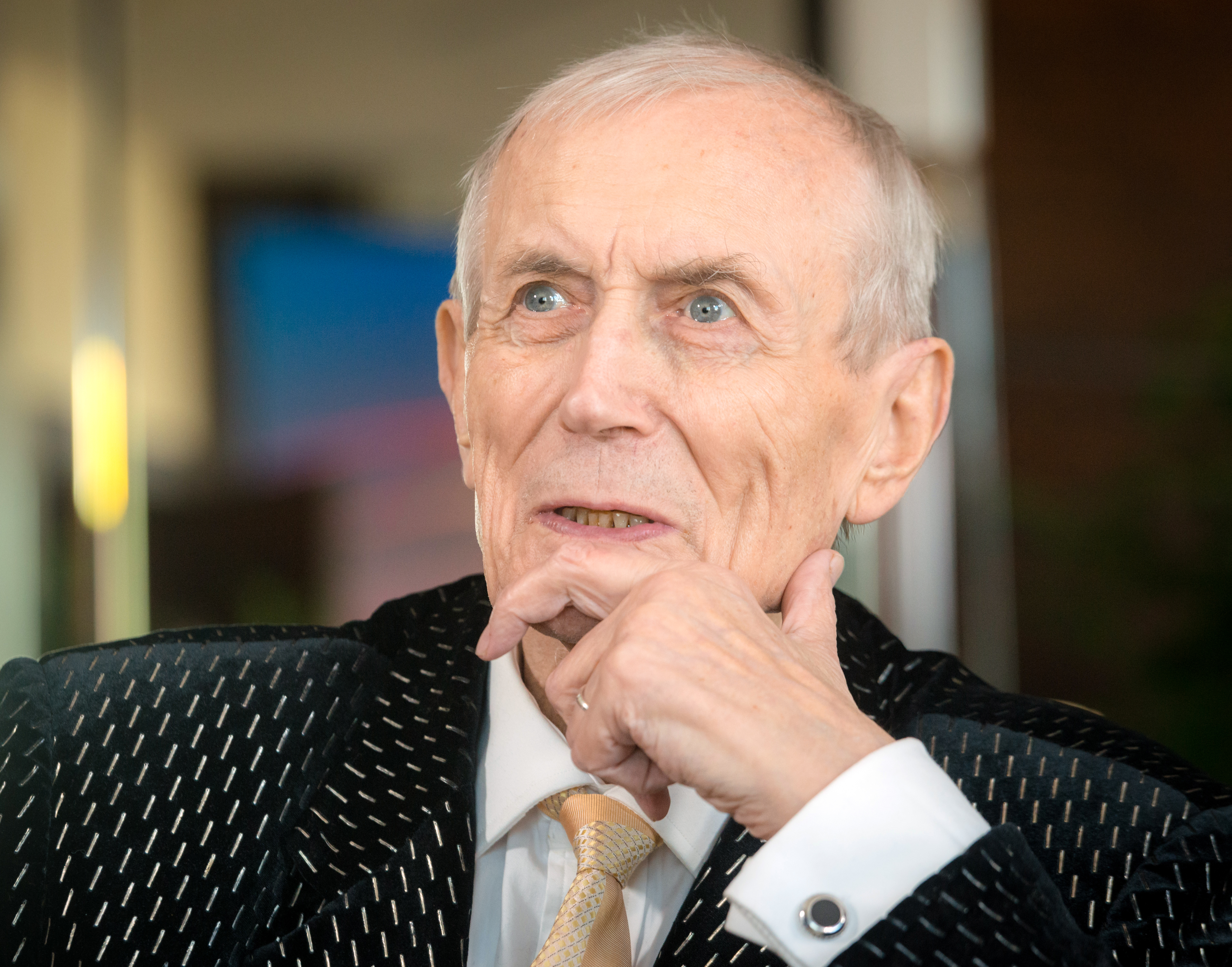
Jewgeni Alexandrowitsch Jewtuschenko (1932–2017)

- Jewtuschenko, Wadym (* 1958), ukrainischer Fußballtrainer und ehemaliger sowjetisch-ukrainischer Fußballspieler
- Jewtuschenko, Wiktorija (* 1965), ukrainische Badmintonspielerin
- Jewtuschenkow, Wladimir Petrowitsch (* 1948), russischer Unternehmer